# Lilia Boumrar
Lilia Boumrar, née le 20 octobre 1988 à Tizi Gheniff, est une footballeuse internationale algérienne évoluant au poste de milieu de terrain.

## Carrière

### Carrière en club
Lilia Boumrar débute au COM Bagneux où elle connaît la deuxième division française.  Elle rejoint le FC Vendenheim en 2011 pour une saison en première division. Elle évolue depuis 2012 à la VGA Saint-Maur.

### Carrière internationale
Lilia Boumrar reçoit sa première sélection à l'âge de 17 ans avec l'équipe d'Algérie, lors du championnat arabe féminin de 2006 en Égypte, qui sera remporté en finale contre le Maroc, avec un but décisif de Boumrar à la 88e minute.
Elle participe ensuite au championnat d'Afrique 2006 organisé au Nigeria, marquant au passage un but contre la Guinée équatoriale. Elle dispute également le championnat d'Afrique 2010 qui se déroule en Afrique du Sud, les Jeux africains de 2007 organisés en Algérie, et les Jeux africains de 2011 qui se déroulent au Mozambique, où elle est médaillée de bronze.

## Palmarès
- Algérie :
  -  Médaille de bronze aux Jeux africains de 2011
  - Vainqueur du Championnat arabe féminin en 2006
  - 1er tour Championnat d'Afrique 2006.
  - 1er tour Championnat d'Afrique 2010

- VGA Saint-Maur :
  - Championne de France de deuxième division en 2015

## Statistiques
| Saison    | Equipe     | D1 | D1  | D1 | D2 | D2  | D2 | CIR | CIR | CIR | CdF | CdF | CdF |
| Saison    | Equipe     | M  | Tit | B  | M  | Tit | B  | M   | Tit | B   | M   | Tit | B   |
| --------- | ---------- | -- | --- | -- | -- | --- | -- | --- | --- | --- | --- | --- | --- |
| 2002-2003 | Bagneux    |    |     |    |    |     |    |     |     |     |     |     |     |
| 2003-2004 | Bagneux    |    |     |    |    |     |    |     |     |     |     |     |     |
| 2004-2005 | Bagneux    |    |     |    |    |     |    |     |     |     |     |     |     |
| 2005-2006 | Bagneux    |    |     |    |    |     |    |     |     |     |     |     |     |
| 2006-2007 | Bagneux    |    |     |    | 15 | 15  | 6  |     |     |     |     |     |     |
| 2007-2008 | Bagneux    |    |     |    | 2  | 1   | 0  |     |     |     |     |     |     |
| 2008-2009 | Bagneux    |    |     |    | 20 | 20  | 5  |     |     |     | 1   | 1   | 1   |
| 2009-2010 | Bagneux    |    |     |    | 18 | 18  | 6  |     |     |     | 2   | 2   | 1   |
| 2010-2011 | Bagneux    |    |     |    | 17 | 16  | 8  |     |     |     |     |     |     |
| 2011-2012 | Vendenheim | 20 | 19  | 3  |    |     |    |     |     |     | 1   | 1   | 0   |
| 2012-2013 | Saint-Maur |    |     |    |    |     |    | 4   | 4   | 1   | 3   | 3   | 0   |
| 2013-2014 | Saint-Maur |    |     |    | 22 | 22  | 12 |     |     |     |     |     |     |
| 2014-2015 | Saint-Maur |    |     |    | 22 | 22  | 8  |     |     |     | 2   | 2   | 0   |
| 2015-2016 | Saint-Maur | 21 | 21  | 2  |    |     |    |     |     |     | 3   | 3   | 2   |
| 2016-2017 | Saint-Maur |    |     |    | 22 | 22  | 8  |     |     |     |     |     |     |
| 2017-2018 | Saint-Maur |    |     |    |    |     |    |     |     |     |     |     |     |
| 2018-2019 | Saint-Maur |    |     |    | 2  | 2   | 0  |     |     |     |     |     |     |
| 2019-2020 | Saint-Maur |    |     |    | 4  | 3   | 1  |     |     |     | 1   | 1   | 1   |